# Sirin

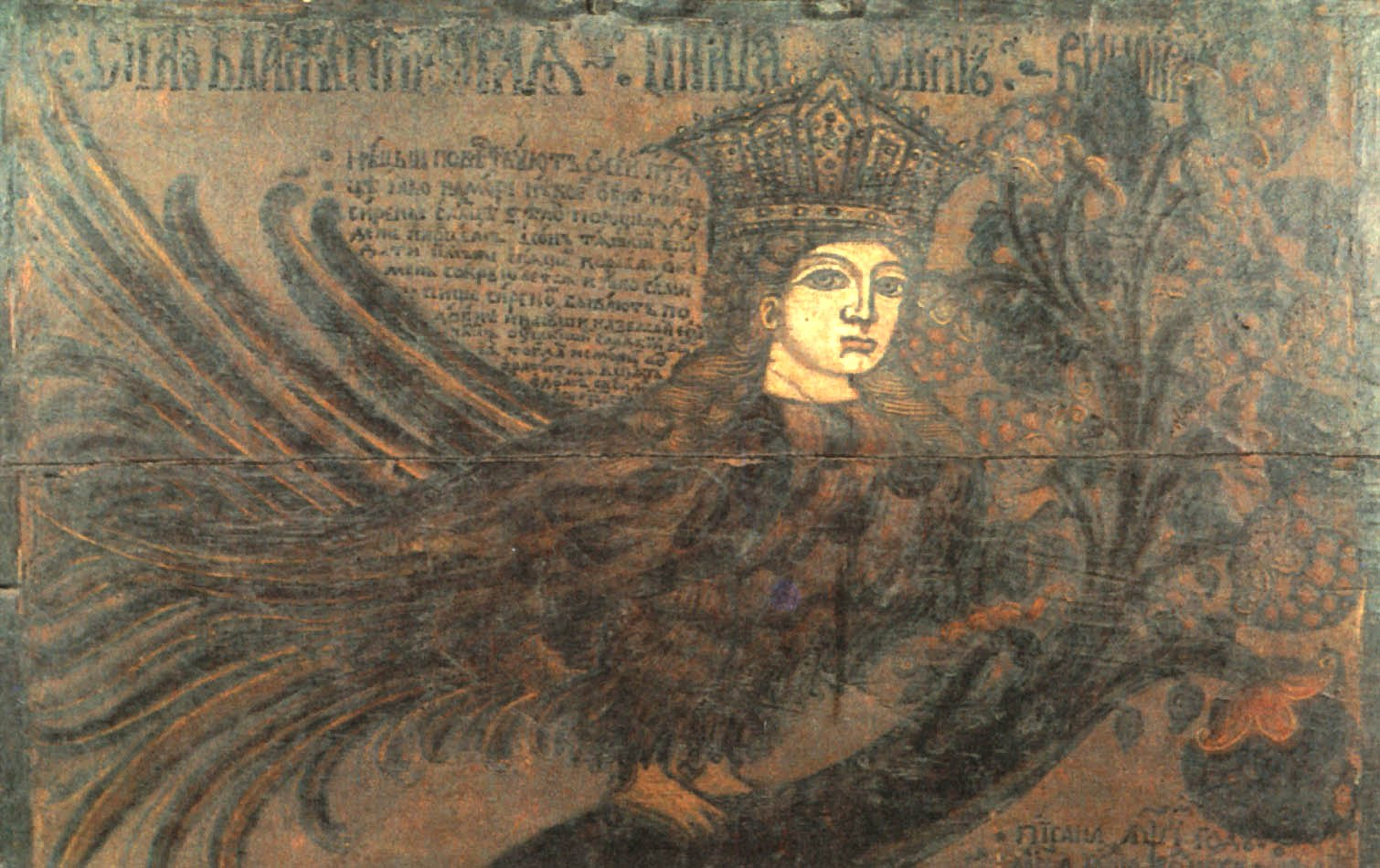
Sirin. 1710

Sirin és una criatura mitològica del folklore rus, amb el cap i el pit d'una bella dona i el cos d'un ocell (habitualment una òliba o mussol). Segons el mite, els sirins vivien prop del Jardí de l'Edèn o al voltant de l'Eufrates.
Aquestes criatures, mig dona mig ocell, es basen directament en els mites grecs de les sirenes. Habitualment eren representats amb una corona o una aurèola. Els sirins cantaven belles cançons als sants, predint les joies futures. Per als mortals, tanmateix, els ocells eren perillosos, ja que, en sentir-los, hom oblidava tot i els seguia fins que finalment moria. La gent intentava salvar-se dels sirins disparant canonades, fent sonar campanes o fent altres sorolls per foragitar l'ocell. Més tard (S. XVII-XVIII) la imatge dels sirins va canviar per simbolitzar l'harmonia del món, car vivien al paradís. En aquella època es creia que només els veritablement feliços podien sentir un sirin, i només uns pocs el podien veure, ja que és ràpid i difícil d'atrapar, igual que la felicitat humana. Simbolitza la joia eterna i la felicitat celestial.
La llegenda dels sirins podria haver estat introduïda a la Rus de Kíev per mercaders perses durant els segles vuitè i novè.
A les ciutats de Quersonès i Kíev se'n troben sovint imatges en restes de ceràmica, penjolls i als marges d'Evangelis entre els segles x i xii. Els Pomors sovint dibuixaven sirins a les il·lustracions del Gènesi com aus seient als arbres del paradís.